# Труцци, Максимилиано
Максимилиа́но Тру́цци (вернее Массимилиа́но; итал. Massimiliano Truzzi; 1833 – 10, по другим данным — 16 апреля 1899) — итальянский и российский цирковой артист, родоначальник цирковой династии Труцци.

## Биография
Массимилиано Труцци родился в Италии в 1833 году. Он происходил из цирковой династии и с ранних лет выступал в цирке, специализируясь на номерах с лошадьми. Не ранее 1870 года женился на Луизе Бузани, вдове Анри Александра Франкони — выходце из знаменитой итальянской и французской цирковой династии Франкони, члены которой основали в Париже знаменитый цирк «Олимпик». Таким образом, Массимилиано объединил итальянскую ветвь трёх знаменитых цирковых семей: Франкони, Бузани и Труцци. Двое из трёх детей Луизы, Родольфо (в России — Рудольф или Рудольфо) и Джиджетто (в России — Жижетто) взяли себе фамилию отчима. Новая труппа Франкони-Труцци (а позднее — просто Труцци) в течение двадцати лет гастролировала по Италии и южной Франции, пока в 1880 году не получила приглашение от антрепренёра Альберта Вильгельмовича Саламонского выступить в Российской империи. Максимилиано (как его звали в России) принял решение остаться в стране, став таким образом родоначальником российской ветви династии Труцци. В середине 1880-х годов он основал в Воронеже собственный стационарный цирк, бывший одним из крупнейших провинциальных цирков России — в его конюшне было около ста лошадей. Основой программы были цирковые пантомимы. Сам Максимилиано исполнял комические и героические роли, среди которых выделялась роль Тараса Бульбы в одноимённом представлении. Основанный Труцци Воронежский цирк существует до сего дня. Дети, внуки и правнуки Максимилиано Труцци также стали цирковыми артистами.